# البهائية في ليبيريا
الديانة البهائية في ليبيريا بدأت مع دخول أول عضو للديانة عام 1952. وتأسس أول تجمع روحي في عام 1958 في مونروفيا. وبحلول نهاية عام 1963 كان هناك خمسة تجمعات. وانتخب البهائيون الليبيريون أول التجمع الروحي (البهائية) وطني لهم عام 1975. استضافت الطائفة مؤتمرات مختلفة خلال السبعينيات، إلا أن المجتمع تعرض لبعض الاضطراب نتيجة الحرب الأهلية الليبيرية الأولى، حيث فرّ بعض اللاجئين إلى ساحل العاج عام 1990. وتمت إعادة تأسيس التجمع الروحي (البهائية) الوطني عام 1998. دعا أطراف ثالثة المجتمع البهائي الحديث للمشاركة في حوارات داخل البلاد، بينما واصل البهائيون عملهم في دعم مدرسة بهائية خاصة هي أكاديمية البهائيين، بالإضافة إلى محطة إذاعية خاصة.

## المرحلة المبكرة
في عامي 1916-1917، كتب عبد البهاء، الذي كان آنذاك زعيم الدين، سلسلة من الرسائل أو الألواح إلى أتباع الدين في الولايات المتحدة وكندا، طالبًا منهم السفر إلى مناطق من إفريقيا؛ وقد جُمعت هذه الرسائل في كتاب بعنوان ألواح الخطة الإلهية. تأخر نشر الألواح حتى عام 1919 في مجلة الأدب البهائي بتاريخ 12 ديسمبر 1919 بعد نهاية الحرب العالمية الأولى والإنفلونزا الإسبانية.
بدأت الخطط المحددة لإدخال الدين إلى أوغندا في عام 1950، وشملت تعاون مجتمعات البهائيين الأمريكية والبريطانية والمصرية والفارسية، ووصل التنسيق والتفاصيل إلى درجة أن المواد تُرجمت إلى لغات واسعة الاستخدام في إفريقيا قبل وصول الروّاد إليها. وقد لوحظ بدء نمو واسع النطاق للدين في إفريقيا جنوب الصحراء خلال الخمسينيات وامتد إلى الستينيات. في عام 1952، أرسل الأمريكي ويليام فوستر إلى ليبيريا ضمن خطط التدريس البهائي كأول وجود للدين في البلاد، وأنشأ مدرسة بهائية باسم "الأكاديمية البهائية". ثم انتقل الغرناطي هيرمايني فيرا كينز-دوغلاس إدواردز والجامايكي يوليوس إدواردز (من خطط التدريس البهائي لغانا في عام 1953) إلى ليبيريا، وساعد فوستر وآخرون في تشكيل أول تجمع روحي في مونروفيا عام 1958. خدمت السيدة إدواردز لسنوات عديدة ضمن مؤسسة المشاورين لإفريقيا. في عام 1959، سافر محمد مصطفى إلى ليبيريا وكُلِّف بالرد على بعض مخاوف المسلمين بشأن الدين البهائي. نُشر هذا الكتاب في النهاية تحت عنوان "مصطفى، محمد". تم تأسيس تجمع آخر في بومي هيلز (انظر توبمانبورغ) قبل عام 1963.

## النمو
في عام 1956، تم تنظيم منطقة غرب إفريقيا التي كان بها حوالي 1000 بهائي في تجمع روحي وطني إقليمي لبهائيي شمال غرب إفريقيا، شمل تونس والجزائر والمغرب والكاميرون وتوغو والساحل الذهبي وليبيريا ونيجيريا وسيراليون وماديرا وجزر الكناري وجزر الرأس الأخضر وجزيرة سانت توماس. في ذلك الوقت، كان للبهائيين في ليبيريا وقف أو مركز وطني في بومي هيلز. وبنهاية عام 1963، كانت هناك تجمعات في بومي هيلز هاربر سيتي، بليبو، غبويتا، ومونروفيا، مع مجموعات أصغر في منطقة من غبارنجا، معسكر نهر مانو، وتوتوتا. كما عاش بهائيون أفراد في بيلفانيا، غبراما، منطقة أخرى من غبارنجا، هاربيل، كاكاتا، نوكي، لازامي، سوبوركي، سواكوكو، ومناطق من ويبو. في عام 1967، تم الاعتراف بحفل الزواج البهائي في ليبيريا. كما كان لإينوك أولينغا تأثير كبير على نمو المجتمع، بما في ذلك حضوره لأول انتخاب للتجمع الروحي الوطني عام 1975.
في عام 1971، استضاف بهائيو ليبيريا واحدة من المؤتمرات القارية التي دعا إليها بيت العدل الأعظم. وكان الدين البهائي جزءًا معترفًا به من الوسط الثقافي في جامعة ليبيريا في أوائل السبعينيات. كما استضاف المجتمع مؤتمر المرأة البهائية لغرب إفريقيا الذي عُقد في جامعة ليبيريا في ديسمبر 1978. ومع ذلك، خلال الحرب الأهلية الليبيرية الأولى والحرب الأهلية الليبيرية الثانية الممتدة من 1989 إلى 2003، فر حوالي 200 لاجئ بهائي ليبيري إلى ساحل العاج عام 1990، وأعادوا انتخاب تجمعات محلية، وأسسوا اجتماعات بهائية منتظمة، واستثمروا ما يعادل 20 دولارًا لشراء أدوات للزراعة وبرك الأسماك، وبلغ عدد البهائيين هناك حوالي 1000 و25 تجمعًا محليًا. وذُكر أن استخدام الفن الشعبي كان من أسباب نمو المجتمع — حيث أسس بهائيو ليبيريا مشروع "نور الوحدة" لتعزيز الفنون. كما أنشئت إذاعة البهائية والتي يوجد منها محطة في ليبيريا.
في عام 1994، عُقد أول مؤتمر وطني للشباب حضره 75 شابًا. وبحلول عام 1998، أُعيد انتخاب التجمع الروحي الوطني.

## المجتمع الحديث
منذ تأسيسها، شاركت الديانة البهائية في التنمية الاجتماعية والاقتصادية، بدءًا بإعطاء المرأة مزيدًا من الحرية، مع تعزيز أولوية تعليم النساء. وقد تجسدت هذه المشاركة عمليًا من خلال إنشاء المدارس، والتعاونيات الزراعية، والعيادات. ودخلت الديانة مرحلة جديدة من النشاط مع صدور رسالة من بيت العدل الأعظم بتاريخ 20 أكتوبر 1983. حيث حُث البهائيون على البحث عن وسائل، متوافقة مع تعاليم الدين البهائي، للمشاركة في التنمية الاجتماعية والاقتصادية للمجتمعات التي يعيشون فيها.
على الصعيد العالمي، كان هناك 129 مشروعًا رسميًا للتنمية الاجتماعية والاقتصادية بحلول عام 1979. وبحلول عام 1987، ارتفع عدد المشاريع الرسمية إلى 1482. وخلال استمرار الحرب الأهلية الليبيرية الأولى، ظل البهائيون نشطين داخل ليبيريا وحولها. ففي عام 2000، كان أحد البهائيين ضمن المتطوعين الذين قدموا الإغاثة للاجئين في غانا.
في عام 2002، قام كل من كاثلين وبرانون أندروود بالتخطيط للإقامة المؤقتة كرواد بهائيين في ليبيريا. وكان برانون قد تقاعد للتو في عام 2002 بعد مسيرة مهنية استمرت 30 عامًا كأستاذ لاستشارات التأهيل في برنامج الماجستير بجامعة جامعة ولاية كارولاينا الجنوبية. وفي عام 2005، دعمت سفارة الولايات المتحدة الأمريكية في ليبيريا حلقة نقاشية ضمت قادة دينيين من الديانات الإسلامية والمسيحية والبهائية.
وفي عام 2007، دعت مؤسسة "مستقبل أفضل لليبيريا" (Better Future Foundation) بالتعاون مع المفوضية السامية للأمم المتحدة لشؤون اللاجئين شباب البهائيين ليكونوا من بين المشاركين في ورشة عمل قيادية بين الأديان استمرت يومين في بلدة جاكوب تاون. وقد تحدث جيمس بيبودي، رئيس التجمع الروحي الوطني عام 2007، إلى الحضور.

### أكاديمية البهائيين
في عام 2004، عادت كاثلين أندروود لخدمة الأكاديمية البهائية (من الروضة حتى الصف الثاني عشر) كمديرة لها، وكانت الأكاديمية على وشك الإغلاق بسبب الإفلاس، وكانت بحاجة إلى إصلاح السقف، كما لم تكن تمتلك الوسائل اللازمة للحصول على ترخيص من وزارة التعليم، ولم تكن هناك كتب دراسية، بل كان الاعتماد كليًا على المدرسين لتقديم المعلومات. وقبيل نهاية دراستهم، يتعين على الطلاب اجتياز شهادة الثانوية العامة لغرب أفريقيا (WASSCE) التي تُدار من قبل مجلس امتحانات غرب أفريقيا. يشارك الطلاب يوميًا في نشاط "التشكيل"، الذي يتضمن رفع علم ليبيريا، وأداء صلاة الصباح، وترديد القسم الوطني.

### التركيبة السكانية
تشكل الديانة البهائية، إلى جانب الهندوسية والسيخية والبوذية والإلحاد، نسبة صغيرة من سكان ليبيريا. وقد قدّرت جمعية أرشيف بيانات الأديان (استنادًا إلى الموسوعة المسيحية العالمية) وجود نحو 11,691 بهائيًا في ليبيريا عام 2005.

## وصلات خارجية
- الجماعة البهائية الوطنية الليبيرية[وصلة مكسورة]
- Baháʼí International Community (يناير–مارس 2004). "Role of religion in conflict-torn areas explored at NGO experts meeting". One Country. ج. 15 رقم  4. مؤرشف من الأصل في 2016-01-26.